# 藍色生死戀
《藍色生死戀》是KBS製作的《四季系列》劇集，以一年春、夏、秋、冬四個季節命名的一系列電視劇。

## 影視

### 電視劇
- 《秋日童話》稱為《藍色生死戀1》，又名《藍色生死戀》。在中国和臺灣及香港的譯名
- 《冬日戀歌》稱為《藍色生死戀2》(或《藍色生死戀2冬日戀歌》)
- 《夏日香氣》
- 
- 《一不小心爱上你》(中國版)

- 夏日香氣

荷里活電影《心內疑雲盡散》